# كان رادفورد
كان رادفورد (بالإنجليزية: Kane Radford)‏ هو سباح نيوزلندي، ولد في 2 نوفمبر 1990 في روتوروا في نيوزيلندا.